# Bayubas de Arriba
Bayubas de Arriba és un municipi de la província de Sòria, a la comunitat autònoma de Castella i Lleó. Pel terme passa el riu Bayubas, afluent del Duero.

## Demografia
| 1991 | 1996 | 2001 | 2004 |
| ---- | ---- | ---- | ---- |
| 97   | 98   | 72   | 68   |